# Bénesse-Maremne
Bénesse-Maremne là một xã trong tỉnh Landes ở Aquitaine tây nam nước Pháp. Xã này có diện tích 18,69 km2, dân số năm 2006 là 1989 người.

## Biến động dân số
| Năm | 1962 | 1968  | 1975  | 1982  | 1990  | 1999  | 2006  |
| --- | ---- | ----- | ----- | ----- | ----- | ----- | ----- |
| Dân số | 988  | 1 089 | 1 070 | 1 175 | 1 471 | 1 752 | 1 989 |
| From the year 1962 on: No double counting—residents of multiple communes (e.g. students and military personnel) are counted only once. |      |       |       |       |       |       |       |